# 棟古拉 (印第安納州)
棟古拉（英語：Dongola）是位於美國印地安納州吉布森縣的一個非建制地區。